# Terra (element)

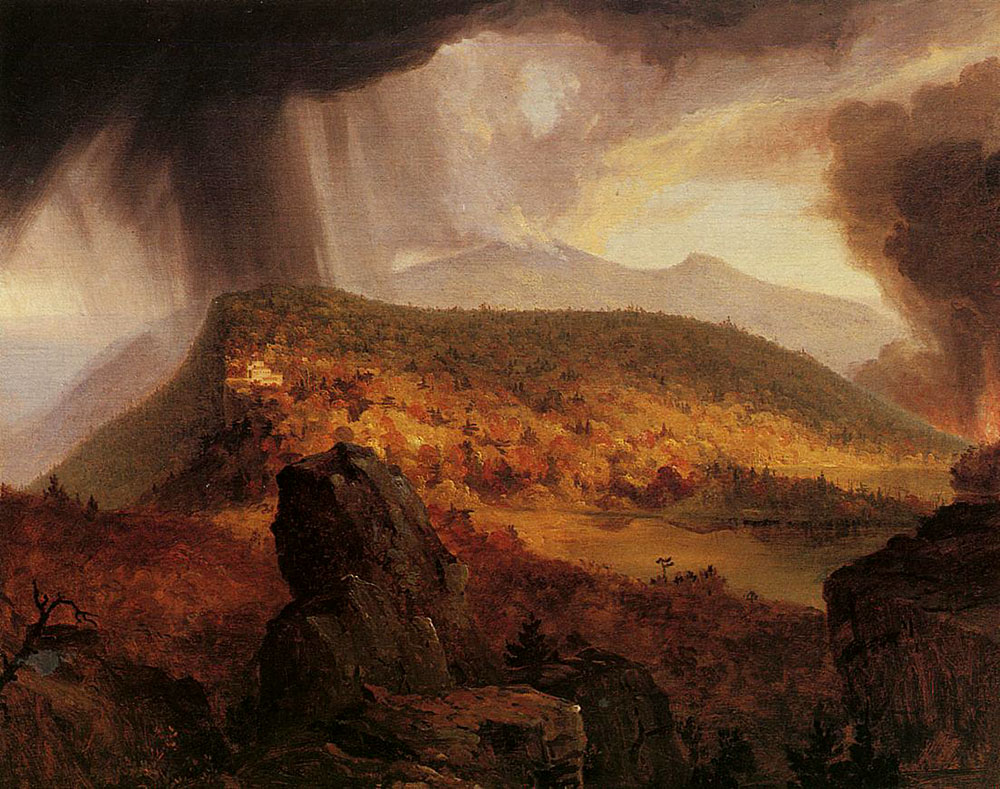
La muntanya dels quatre elements, de Cole T. Catskill (1843)

En les cultures clàssiques, la terra, entesa com la matèria de la qual es componen els cossos sòlids, era percebuda com un dels elements primordials del cosmos.

## Tradició grega
En la filosofia i ciència de l'antiga grècia era un dels quatre elements juntament amb l'aigua, l'aire i el foc.
Entre els filòsofs presocràtics, Xenòfanes de Colofó (vers 570-475 aC) va proposar la terra (o el fang) com el principi de totes les coses materials (arque). Segons ell, tot es destrueix periòdicament tornant al fang primitiu, a partir del qual en tornen a sortir noves formes indefinidament. També cregué Xenòfanes que la terra, sota els nostres peus, és infinita (i no flotant en l'espai com va dir Anaximandre). Tanmateix, l'ésser roman sempre en la mateixa unitat immutable. Més tard Empèdocles d'Agrigent (vers 450 aC) va teoritzar que en realitat eren quatre les "arrels" de la natura: foc, aire, aigua i terra. Les quatre arres d'Empèdocles quedaren establertes com els quatre elements de la filosofia clàssica.

Cub

Plató (427-347 aC), en el seu diàleg Timeu en el que parla de l'estructura del cosmos, va afirmar que la terra estava formada per imperceptibles àtoms en forma de cub, així com els altres elements seguien la forma d'altres políedres regulars. Que el cub sigui l'únic d'aquests políedres que encaixa perfectament amb d'altres explicaria la natura sòlida de la terra.
El deixeble de Plató Aristòtil (384-322 aC) va desenvolupar una teoria diferent per als elements. En estat de repòs s'estructuraven concèntricament al centre de l'univers formant l'esfera sublunar. La terra es trobaria al lloc central, envoltada d'aigua. Segons els parells duals de qualitats que va definir Aristòtil, les característiques de la terra eren la fredor i la sequedat.

## Altres

Símbol alquímic de la terra

En la medicina grega antiga basada en l'humorisme, la terra s'associava amb la bilis negra, ja que compartien les característiques de calor i humitat. També es correspon amb l'estació de la tardor per la mateixa raó.
En l'alquímia, la terra era associada amb la sal, i es representava amb un triangle equilàter assenyalant cap avall, biseccionat per una línia horitzontal.
Segons la tradició astrològica occidental les persones nascudes sota els signes de taure, verge i capricorn tenen les característiques de la terra, i les seves personalitats tendeixen a calmades, pràctiques, responsables, prudents, tossudes i inflexibles.